# 水上游击队
《水上游击队》是2011年播出的一部抗战题材电视剧，由龚朝执导，于小伟、白冰、李琳、蒲冰墨等演出。本片主要讲述白洋淀军民在抗日战争时采用水上游击战的方式抗击敌人，全剧70%的战争场面在水上进行。2011年3月25日在上海东方电影频道全国首播，同年12月21日安徽卫视播出。

## 演员
- 魏光明 	于小伟 饰
- 丁水妹 	白冰 饰
- 华筱诺 	小李琳 饰
- 四喜 	穆佳男 饰
- 闫三 	王鑫 	饰
- 崔铁匠 	王力 	饰
- 唐胜 	白红标 饰
- 宋花江 	董小光 饰
- 吴老蔫 	李玉龙 饰
- 洛欣 	蒲冰墨 饰
- 宋浩哲 	金珈 	饰
- 渡边浩 	三浦研一 饰
- 马有德 	程久溶 饰
- 佐佐木 	郝刚 	饰
- 牧师 	盖吉利 饰
- 春梅 	姜英晖 饰